# Ванин, Степан Иванович
Степа́н Ива́нович Ва́нин (11 января 1891, Токарёво — 10 февраля 1951) — советский учёный, специалист по фитопатологии леса и древесиноведению, доктор сельскохозяйственных наук, профессор. Преподаватель ряда вузов Воронежа и Ленинграда, сотрудник научно-исследовательских институтов. Автор первых русских учебников для вузов по лесной фитопатологии и древесиноведению, а также монографий.

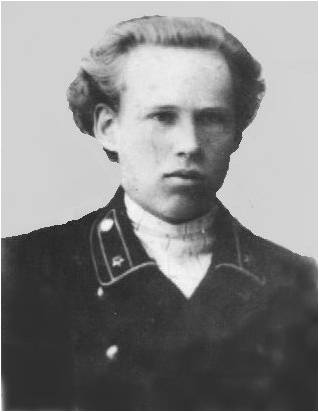
Vanin Stepan Ivanovich

## Биография
С. И. Ванин родился 30 или 31 декабря 1890 года (по новому стилю 11 или 12 января 1891) в селе Токарёво Касимовского уезда Рязанской губернии (ныне Касимовский район Рязанской области) в крестьянской семье. Начальное образование получил в родном селе в церковно-приходской школе и в городском училище в Касимове, в 1902—1909 годах продолжал учёбу в Касимовском среднем механико-техническом училище.
В 1910 году поступил в Петербургский лесной институт и окончил его в 1915 году, одновременно со своим братом Александром. Братья вместе выполняли дипломные работы в Касимовском лесничестве под руководством классика российского лесоводства Г. Ф. Морозова. По окончании института Степан и Александр получили звание учёного-лесовода 1 разряда.
Ещё в институте, в 1914 году, С. И. Ваниным была написана первая научная работа, а после института он проходил практику на Центральной фитопатологической станции (ЦФС) петроградского Императорского ботанического сада под руководством А. С. Бондарцева. В 1917—1919 годах занимал должность стипендиата высшего оклада для подготовки к профессорской работе в Петроградском лесном институте. В 1919 году стал помощником заведующего ЦФС, а в марте того же года перевёлся в Воронежский сельскохозяйственный институт. В 1922 году вернулся в Петроградский лесной институт (с 1929 года — Лесотехническая академия), где работал до конца своей жизни, пройдя путь от ассистента до профессора. В 1927—1934 годах принимал участие в составлении «Технической энциклопедии» в 26-и томах под редакцией Л. К. Мартенса, автор статей по тематике «технология древесины». С 1924 года С. И. Ванин был заведующим кафедрой фитопатологии и древесиноведения, а в 1930 году основал и возглавил самостоятельную кафедру древесиноведения. Одновременно с работой в Лесном институте преподавал в других вузах Ленинграда — Сельскохозяйственном университете, Прикладной зоологии и фитопатологии; в качестве учёного-специалиста и консультанта участвовал в работе научно-исследовательских институтов и научных подразделений — Всесоюзного института защиты растений (ВИЗР), Центрального института лесного хозяйства (ЦНИИЛХ), шпалопропиточной лаборатории Ленинградского института путей сообщения, ленинградского отделения Института древесины. В 1935 году С. И. Ванину присвоена учёная степень доктора сельскохозяйственных наук без защиты диссертации, по совокупности работ.
Во время Великой Отечественной войны находился в эвакуации в Свердловске, где продолжал профессорскую работу.
Степан Иванович Ванин скоропостижно скончался 10 февраля 1951 года.

### Семья
Отец — Иван Степанович Ванин, крестьянин села Токарёва, запасный писарь, мать — родом из села Ерахтур, крестьянка, работница на добыче торфа в Орехово-Зуеве.
Братья
- Дмитрий Иванович Ванин (5 февраля 1887 — ноябрь 1950) родился в Ерахтуре, окончил школу в Токарёве и семиклассное училище в Касимове (в 1907 году), в 1909—1912 годах — студент Петербургского лесного института. Затем работал помощником лесничего и преподавателем лесоводства в Вельске. Участник Первой мировой войны. С 1920 года — лесничий, преподаватель и заведующий Хреновской лесной школы (с 1924 года — техникум), село Хреновое Бобровского района Воронежской области).
- Александр Иванович Ванин (1892—1978) — учёный-лесовод, исследователь Хреновского бора, преподаватель Хреновского лесного техникума.
- Григорий Иванович Ванин — работник лесного хозяйства в Московской области.
- Иван Иванович Ванин (1898—1973) — учёный, кандидат сельскохозяйственных наук, миколог и фитопатолог. Изучал иммунитет растений.

## Научная и преподавательская деятельность
Степана Ивановича Ванина называют создателем советской лесной фитопатологии. Свою первую работу по теме паразитных и дереворазрушающих грибов он написал, будучи студентом, в 1914 году. В Воронеже он начал читать курс сельскохозяйственной и лесной фитопатологии, одновременно ведя научные исследования. В его работах изучались биология и физиология домовых и других дереворазрушающих грибов, в частности, вызывающих синеву древесины и другие патологические окраски. С. И. Ваниным разработаны методики исследования грибных болезней леса и повреждений древесины, написан ряд монографий по болезням сеянцев, гнилям древесины. В 1931 году написан первый русский учебник по лесной фитопатологии, ставший результатом десятилетней научной работы. В области фитопатологии С. И. Ванин занимался также изучением галлов. В 1922—1947 годах он написал работы по галлам Крыма, Кавказа, Уссурийского края и Воронежской области, в которых описано около 30 новых видов галлов.
В 1930 году С. И. Ванин создал в ЛЛТА кафедру древесиноведения. Этой дисциплины, как и лесной фитопатологии, ранее не существовало в вузах СССР. В 1934 году издал учебник «Древесиноведение». Учебники С. И. Ванина несколько раз перерабатывались и переиздавались, переводились на языки союзных республик.
В экспериментальных работах Ванина по древесиноведению изучались физические, механические и химические свойства древесины, в особенности, древесины кавказских и крымских пород деревьев и кустарников. Также исследовалось анатомическое строение древесины. Результатом этих исследований стало создание определителей деревьев по макроскопическому и микроскопическому строению древесины и по коре.
В 1938 году С. И. Ваниным совместно с С. Е. Ваниной опубликована серия статей о мебели древнего мира — Египта, Греции, Рима, Вавилонии и Ассирии. С. И. Ванин писал также научно-популярные статьи, например, о садах и парках древнего Египта и Вавилонии в журнале «Природа».

## Экспедиции
В 1925 году С. И. Ванин был руководителем экспедиции, работавшей на Кольском полуострове. Экспедиция изучала заражённость лесов фитопатогенными грибами, собранные ею материалы хранятся в Институте защиты растений.
В 1926 и 1927 годах был участником экспедиций в Самарскую губернию, руководимых М. Е. Ткаченко. Целью экспедиций было выяснить причины засыхания Бузулукского бора. По результатам этих экспедиций, относившихся к патогенным грибам, была опубликована статья «Главнейшие грибные болезни Бузулукского бора».
Ленинградская лесотехническая академия и Институт лесного хозяйства (ЦНИИЛХ) организовывали ряд экспедиций — на Кавказ, Алтай и восточное Забайкалье. Степан Иванович принимал в них участие в качестве консультанта.

## Награды
- Заслуженный деятель науки и техники РСФСР
- Сталинская премия